# Tonaderspeisung
Die Tonaderspeisung (engl. T-power) dient in der Tontechnik zur Spannungsversorgung von Kondensatormikrofonen. Es handelt sich damit um eine spezielle Form der Fernspeisung. Die Tonaderspeisung T 12 ist in DIN 45595 definiert und wurde für transportable Systeme entwickelt, in denen oft nur eine Batteriespannung von 12 Volt zur Verfügung steht. Sie wird auch heute noch in Tonfilmausrüstungen eingesetzt.

## Aufbau und Funktionsweise

Schaltungskonzept

Eine Gleichspannung von 12 V wird über je einen Längswiderstand von 180 Ω auf die beiden symmetrischen Signalleitungen a und b aufgeschaltet. Im Falle einer XLR-Steckverbindung liegt dabei der Pluspol an Pin 2 und der Minuspol an Pin 3. Das unterscheidet die Tonaderspeisung T 12 von der Phantomspeisung P 48, weil bei der letzteren keine Spannung zwischen den Signalleitungen a und b anliegt. Tonadergespeiste Mikrofone können auch an unsymmetrischen Eingängen betrieben werden.
Ein prinzipieller Nachteil der Tonaderspeisung im Vergleich zur Phantomspeisung ist die Tatsache, dass sich Störspannungen aus der Speisung direkt der Signalspannung überlagern, was bei einer Speisung aus Batterien aber eher unerheblich ist. Außerdem wird eine Schaltung über eine spezielle Weiche erforderlich, wenn mehrere Mikrofone durch eine einzige Speisung versorgt werden müssen.
Elektretmikrofone beinhalten häufig einen FET-Impedanzwandler und benötigen dann ebenfalls eine Speisespannung. Hier genügen jedoch wenige Volt bei weniger als einem Milliampere, die z. B. durch den Mikrofonanschluss von Computern oder durch eine eingebaute Batterie geliefert werden. Die Versorgungsspannung wird hier unsymmetrisch gegen Masse über einen Widerstand von einigen Kiloohm auf die Signalleitung eingespeist.

## Dynamische Mikrofone und Tonaderspeisung
Nur geeignete Mikrofone dürfen mit Tonaderspeisung betrieben werden. Dynamische Mikrofone können durch die zwischen den Signalleitungen liegende Spannung zerstört werden, da die im Mikrofon befindliche Tauchspule durch zu großen Strom überlastet werden kann. Außerdem würde der fließende Gleichstrom die Tauchspule statisch auslenken und damit die Empfindlichkeit des Mikrofons deutlich reduzieren und zu Verzerrungen führen; darüber hinaus kann die Membran durch den dadurch auf sie ausgeübten permanenten Druck beschädigt werden. Andererseits können für Phantomspeisung P 48 ausgelegte Kondensatormikrofone an der Tonaderspeisung T 12 nicht funktionieren.